# إنترنت دوت أورج

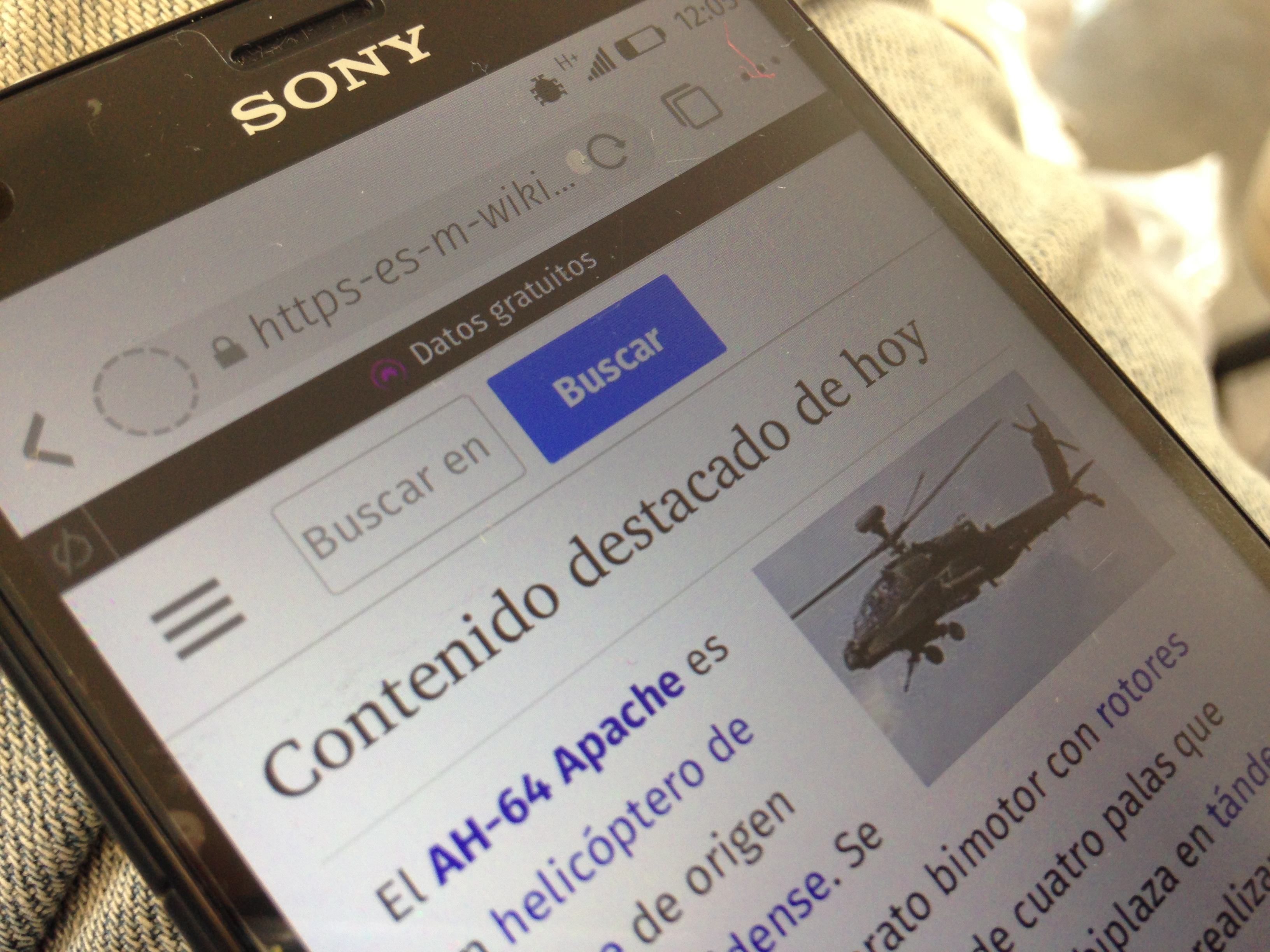
صورة لهاتف يظهر ويكيبيديا بواسطة Free Basics في المكسيك

إنترنت دوت أورج (Internet.org) أو مشروع الإنترنت المجاني هو شراكة بين شركة خدمات التواصل الاجتماعي فيسبوك و ستة شركات هواتف نقالة (سامسونج، إريكسون، ميديا تيك، نوكيا، برمجيات أوبرا، كوالكوم) من أجل توفير الإنترنت المجاني لكل سكان الكرة الأرضية وذلك من أجل ردم الفجوة الرقمية بين سكان الكوكب، واليوم المشروع في مرحلة تجريبية لكنها ستكون البداية من أجل تطبيق أشمل وأوسع في الفترة القادمة.
فقد كشفت فيسبوك اليوم عن تطبيقها الجديد الخاص بمشروع Internet.org الذي أطلقه مارك زوكيربيرغ رسمياً سنة 2013، التطبيق الجديد متوفر فقط في دولة (زامبيا) في آسيا وأوروبا وأمريكا الشمالية مع الجنوبية وجزء من أفريقيا بالشراكة مع شركة الاتصالات الزامبية (Airtel) و سيمكن مستخدمي شبكة هذه الشركة من الولوج لعدد من الخدمات والمواقع على الإنترنت مجاناً وعلى رأسها موقع فيسبوك وbing وويكيبيديا وغيره، بالإضافة إلى أنه سيوفر مجموعة من المعلومات والنصائح الصحية والخاصة بالتوقعات الجوية أو حتى الوظائف المتوفرة.
و تعتبر تجربة التطبيق الجديد في دول العالم شيئاً جيداً حيث أن 69% فقط من سكان العالم يتوفرون على ربط بشبكة الإنترنت و يبدو أن فيسبوك تنوي البناء على نتائج هذه التجربة في زامبيا من أجل تعميمها على باقي الدول وهو ما يعني أنه علينا الانتظار لبعض الوقت قبل الحكم على النتيجة النهائية.

## أهم المواقع المتوفرة
- أكيو للطقس
- أسك دوت كوم
- BabyCenter[2]
- BeSmart
- بينغ
- Chispa Rural (غواتيمالا)
- Dictionary.com
- إي إس بي إن
- فيسبوك يتوفر على اتصال صوتي واتصال فيديو مجاني !
- HIV360
- IamPurple
- LoveWords
- Maya[2]
- Open School
- REFUNITE
- SmartBusiness[2]
- SmartChoices
- SmartSex
- UrduPoint
- Hahaha Funny Jokes[2]
- واتباد
- ويكي هاو
- ويكيبيديا
- vutuv
- Your.MD[3]

## وصلات خارجية
- إنترنت دوت أورج على موقع Google Play (الإنجليزية)